# La horda
La horda (The Racket) es una película muda dirigida por Lewis Milestone y con actuación principal de Thomas Meighan, Louis Wolheim y Marie Prevost. Fue producida por el magnate Howard Hughes durante la prohibición. Fue restaurada por Turner Classic Movies en colaboración con la Universidad de Nevada, con nueva música compuesta para la ocasión por Robert Israel.

## Trama
El capitán de policía James McQuigg intenta limpiar la ciudad de Chicago de la presencia del temible gánster Nick Scarsi, aunque todos sus esfuerzos son en vano. Nick Scarsi, además tiene contactos en las altas esferas y conseguirá que expulsen de su distrito a McQuigg, por lo que a partir de ese momento este decidirá tomarse la justicia por su mano.

## Reparto
- Thomas Meighan: Capitán McQuigg
- Louis Wolheim: Nick Scarsi
- Marie Prevost: Helen Hayes
- G. Pat Collins: Johnson (acreditado como Pat Collins)
- Henry Sedley: Spike
- George E. Stone: Joe Scarsi (acreditado como George Stone)
- Sam De Grasse: Welch (como Sam DeGrasse)
- Richard 'Skeets' Gallagher: Miller (acreditado como Skeets Gallagher)
- Lee Moran: Pratt
- John Darrow: Ames
- Lucien Prival: Chick
- Dan Wolheim: Sargento Turck

## Premios
La cinta estuvo nominada en la categoría «Película sobresaliente» en la 1.ª ceremonia de los Premios Óscar.
| Año       | Categoría              | Receptor          | Resultado |
| --------- | ---------------------- | ----------------- | --------- |
| 1927-1928 | Película sobresaliente | The Caddo Company | Nominada  |